# Ptychosperma lauterbachii
Ptychosperma lauterbachii är en enhjärtbladig växtart som beskrevs av Odoardo Beccari. Ptychosperma lauterbachii ingår i släktet Ptychosperma och familjen Arecaceae. Inga underarter finns listade i Catalogue of Life.